# Iso Paatsalo
Iso Paatsalo är en ö i Finland. Den ligger i sjön Puula och i kommunen Kangasniemi i den ekonomiska regionen  S:t Michel och landskapet Södra Savolax, i den södra delen av landet, 200 km nordost om huvudstaden Helsingfors. Öns area är 1,89 kvadratkilometer och dess största längd är 3,3 kilometer i nord-sydlig riktning.